# Allen & Unwin
Allen & Unwin – australijskie wydawnictwo, do 1990 jedno z największych brytyjskich wydawnictw z siedzibą w Londynie, założone w 1871 roku, zajmuje się wydawnictwem książek w Wielkiej Brytanii i dystrybucją w Australii. Początkowo firma nazywała się George Allen and Sons, jednak w 1914 roku zmieniono jej nazwę na George Allen and Unwin. W 1986 roku połączyło się z Bell & Unwin Hyman tworząc Hyman Limited
Wydawnictwo opublikowało wiele książek J.R.R. Tolkiena i Thora Heyerdahla.